# Rőt bozótjáró
A rőt bozótjáró (Atrichornis rufescens) a madarak osztályának verébalakúak (Passeriformes) rendjébe és a bozótjárófélék (Atrichornithidae) családja.
A Sibley–Ahlquist-féle madárrendszertan a lantfarkúmadár-félék (Menuridae) családjába sorolja. A bozótjáró madarak kisebb, rigószerű megjelenésük ellenére a lantfarkú madarak legközelebbi rokonai.

## Előfordulása
Ausztrália keleti területen honos.

## Megjelenése
A hím testhossza 19 centiméter, a tojó kicsit kisebb.

## Alfajai
- Atrichornis rufescens ferrieri
- Atrichornis rufescens rufescens

## Külső hivatkozás
- Képek az interneten a fajról